# József Torgyán
József Torgyán (ur. 16 listopada 1932 w Mátészalka, zm. 22 stycznia 2017 w Budapeszcie) – węgierski prawnik i polityk, przewodniczący Niezależnej Partii Drobnych Rolników (FKgP), poseł do Zgromadzenia Narodowego, wicepremier i minister rolnictwa w rządzie Viktora Orbána (1998–2001).

## Życiorys
W latach 1951–1955 studiował na Wydziale Prawa Uniwersytetu im. Loránda Eötvösa w Budapeszcie (ELTE). Odmówił wstąpienia do partii komunistycznej, co uniemożliwiło mu podjęcie pracy w dyplomacji. Podjął prywatną praktykę prawniczą. Wziął udział w rewolucji węgierskiej z 1956, za co przez pewien czas był pozbawiony możliwości wykonywania zawodu adwokata. Od 1959 do 1990 ponownie praktykował w stołecznej dzielnicy Újpest.
W 1988 znalazł się wśród założycieli reaktywowanej Niezależnej Partii Drobnych Rolników. W 1990 uzyskał po raz pierwszy mandat posła do Zgromadzenia Narodowego. Z powodzeniem ubiegał się o reelekcję w 1994 i 1998. Był przewodniczącym frakcji poselskiej FKgP, a w 1991 objął funkcję przewodniczącego partii. W 1998 jego ugrupowanie dołączyło do centroprawicowej koalicji, a József Torgyán został wicepremierem i ministrem rolnictwa w gabinecie Viktora Orbána. Urzędy te sprawował do 2001. W tych samych latach był prezesem klubu piłkarskiego Ferencvárosi TC. W 2000 był jednym z kandydatów na prezydenta, jednak ostatecznie wycofał swoją kandydaturę. W 2002 jego ugrupowanie uległo dezintegracji i znalazło się poza parlamentem, w tym samym roku zakończył pełnienie funkcji prezesa FKgP. Po kilku latach próbował bez powodzenia powrócić do aktywności politycznej, stając na czele Węgierskiego Ruchu Odnowy.